# Schlacht bei Weißenburg (1870)
Weißenburg – Spichern – Wörth – Colombey – Straßburg – Toul – Mars-la-Tour – Gravelotte – Metz – Beaumont – Noisseville – Sedan – Sceaux – Chevilly – Bellevue – Artenay – Châtillon – Châteaudun – Le Bourget – Coulmiers – Amiens – Beaune-la-Rolande – Villepion – Loigny und Poupry – Orléans – Villiers – Beaugency – Nuits – Hallue – Bapaume – Villersexel – Le Mans – Lisaine – Saint-Quentin – Buzenval – Paris – Belfort
Die Schlacht bei Weißenburg fand am 4. August 1870 bei der Grenzstadt Weißenburg (französisch Wissembourg) im Elsass statt. Bei dieser Schlacht trat im Deutsch-Französischen Krieg von 1870/71 erstmals ein gesamtdeutsches Heer auf. Dort kämpfte die 3. Armee unter der Führung von Kronprinz Friedrich Wilhelm von Preußen gegen die Elsassarmee unter Marschall Mac Mahon.

## Ausgangsposition

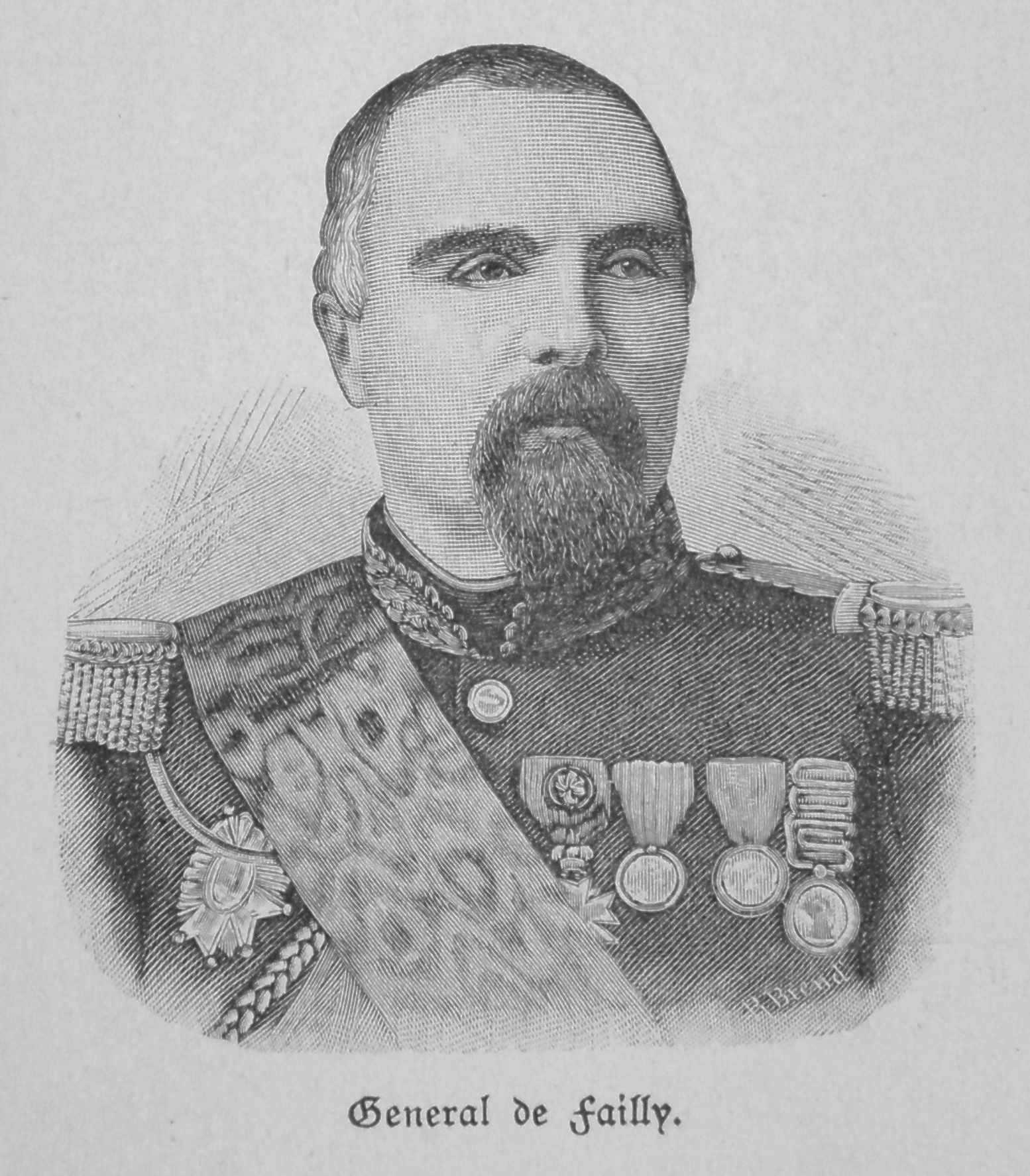
General Pierre de Failly

Plan der Truppenstellungen kurz vor der Entscheidung

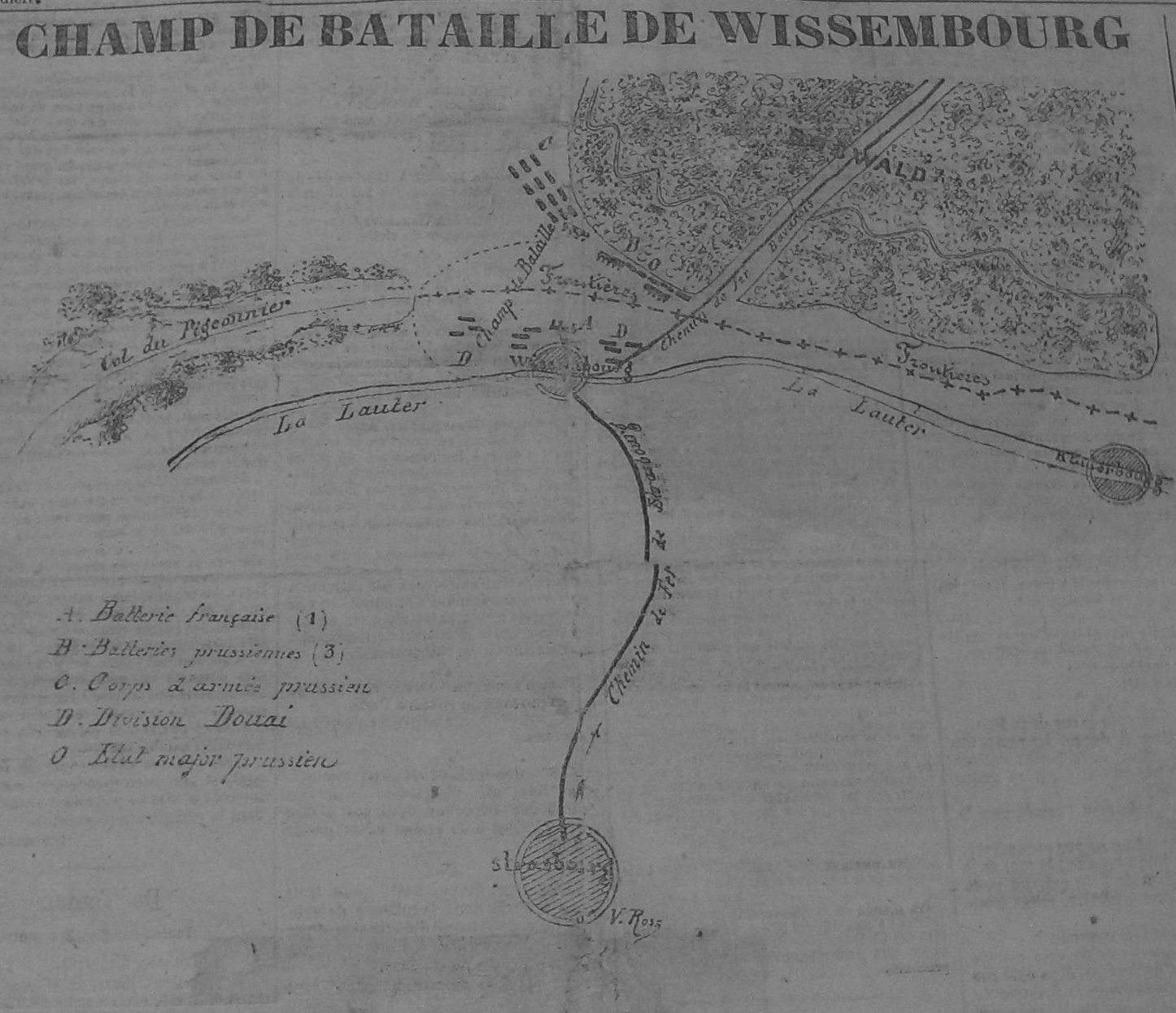
Karte der Schlacht aus der Zeitung Le Gaulois vom 5. August 1870

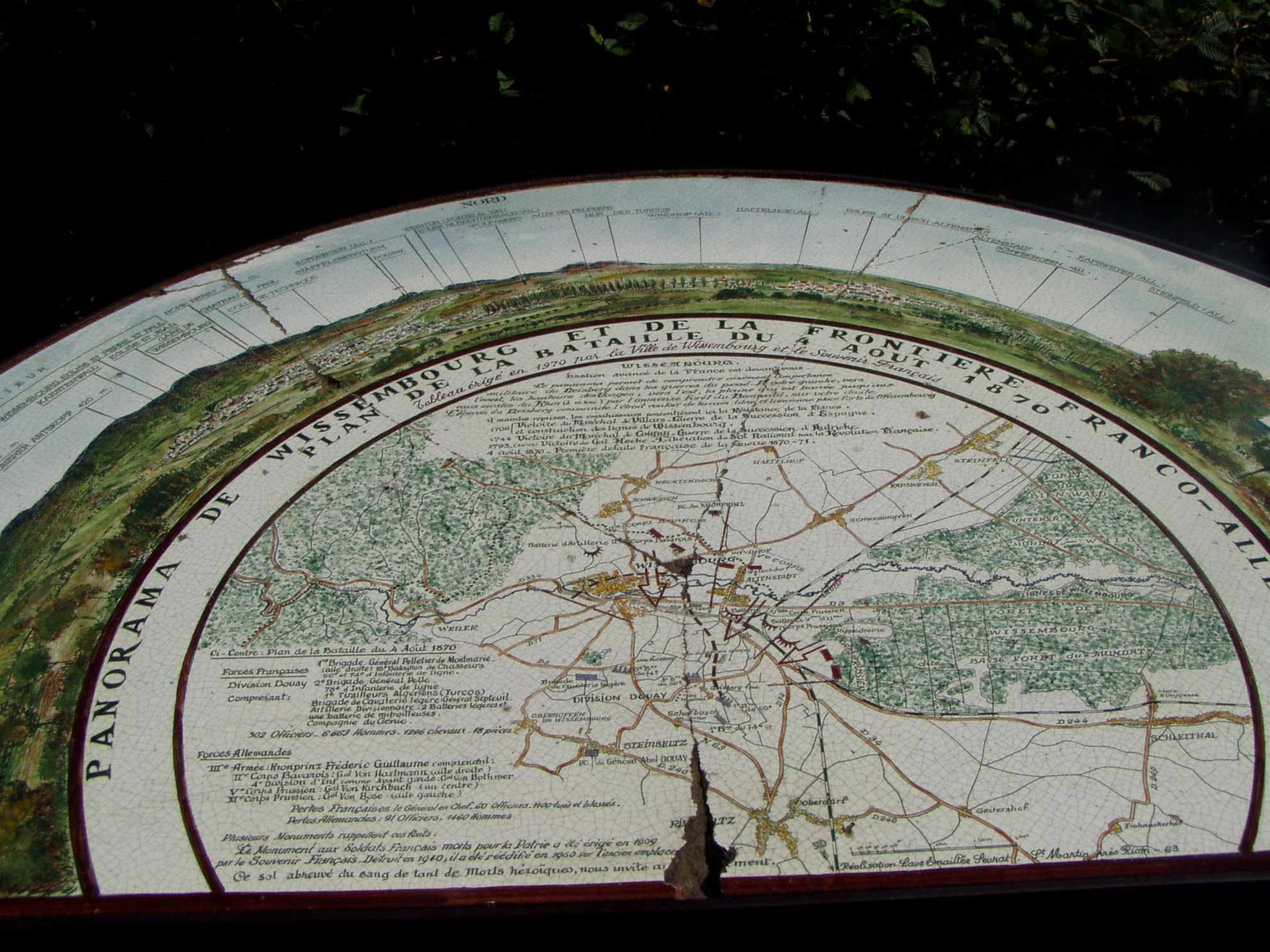
Gedenkstätte auf dem Geisberg – Ansicht der Truppenaufstellung der Schlacht von Weißenburg, 2005

Gedenkstätte auf dem Geisberg – Obelisk zum Gedenken an die französischen Gefallenen (2005)

Weißenburg ist das nördliche Eingangstor zum Elsass. Nachdem das Elsass Ende des 17. Jahrhunderts unter Ludwig XIV. an Frankreich gefallen war, wurden um Weißenburg von dem französischen Marschall Villars die sogenannten Weißenburger Linien angelegt, die sich entlang der Lauter bis Lauterburg erstreckten und das Elsass vor einem Angriff von Norden her schützen sollten. Diese Weißenburger Linien waren im Zickzack angelegt, geschmeidig dem Terrain angepasst und bestanden aus Brustwehr und Graben. Militärisch spielten die Linien letztmals während des Ersten Koalitionskriegs anlässlich der Schlacht an den Weißenburger Linien am 13. Oktober 1793 eine Rolle. Allerdings verfielen diese Wehranlagen nach der französischen Revolution zusehends. Auch die Verteidigungsanlagen an der Stadtmauer von Weißenburg waren im Verfall begriffen. Für eine Erneuerung dieser Wehranlagen vor dem Krieg blieb keine Zeit.
Auch auf deutscher Seite gab es in der bayerischen Pfalz mit der Festung Landau und der Festung Germersheim einen wichtigen Verteidigungsabschnitt gegen einen Angriff aus dem Süden.

### Französische Stellungen
Die Stellung der „Elsassarmee“, welche den rechten Flügel der französischen Armee bildete, reichte Anfang August von einer Linie Bitsch–Hagenau (5. Corps de Failly, und Teile des 1. Corps Mac Mahon) bis Straßburg (Division Lartique vom I. Corps). Das VII. Corps unter General Félix Douay lagerte in zweiter Linie in Belfort. Die von seinem Bruder Abel kommandierte 2. Infanteriedivision, die ins I. Corps mit den Brigaden Pelletier und Pellé eingegliedert war, rückte in eine vorgezogene Position in Weißenburg und Sulz unterm Wald ein.

### Deutsche Stellungen
Die dritte Armee, auch „deutsche“ Armee genannt, da sie überwiegend aus nichtpreußischen Truppen bestand, wurde aus fünf Korps gebildet: Dem
- V. preußischen Korps unter Generalleutnant Hugo Ewald von Kirchbach, dem
- XI. preußischen Korps unter Generalleutnant Julius von Bose, dem
- I. bayerischen Korps unter General der Infanterie Ludwig Freiherr von der Tann-Rathsamhausen, dem
- II. bayerischen Korps unter General der Infanterie Jakob von Hartmann und dem
- VI., gemeinsamen württembergisch-badischen Korps unter Generalleutnant August von Werder, welches aus jeweils einer Division der beiden Länder gebildet wurde.

Das I. bayerische Korps, das V. und XI. Korps sowie die württembergische Division standen zwischen Germersheim und Landau, das II. bayerische Korps bei Bergzabern leicht vorgeschoben in der bayerischen Pfalz. Nur die badische Division wurde noch auf rechtsrheinischem Gebiet bei Rastatt zurückgehalten, um bei einer möglichen Invasion von Straßburg aus auf badischem Boden schnell reagieren zu können.

## Vorabend der Schlacht
Die Deutschen gingen (wie sich herausstellte, zu Recht) davon aus, dass Mac Mahon seine noch in Straßburg weilende Division mit seinem restlichen Korps bei Bitsch beziehungsweise Metz mit der Rheinarmee zusammenführen wollte, um dem von französischer Seite auf Metz erwarteten deutschen Angriff mehr Widerstand und Kampfkraft entgegensetzen zu können. Zur Absicherung dieser Truppenverlegung war die 2. Infanteriedivision unter General Abel Douay vom I. Korps, die man für stark genug hielt, einem deutschen Angriff standzuhalten, nach Weißenburg vorgeschoben worden.
Auf der anderen Seite wollten die Deutschen die Vereinigung der beiden französischen Truppenkontingente unbedingt verhindern, und so entschlossen sie sich, mit starken Kräften aus der Südpfalz nach Südwesten vorzustoßen, um so der Armee Mac Mahons den Weg abzuschneiden, sie einzeln zur Schlacht zu zwingen und womöglich zu schlagen.
Auf französischer Seite wurden die deutschen Truppenbewegungen aufgrund von sträflich vernachlässigter Aufklärung vorerst nicht bemerkt; so entging es auch den Franzosen, dass deutsche Kavallerie in die umliegenden Wälder einsickerte und sich dort verborgen hielt. Man vermutete nur schwache deutsche Kräfte in der Südpfalz, so dass es für ausreichend gehalten wurde, lediglich die 2. Infanteriedivision mit der Besetzung Weißenburgs und der umliegenden Höhen zu betrauen.

## Verlauf der Schlacht

### 4 Uhr – 8 Uhr
Die einzelnen deutschen Korps brachen gegen 4 Uhr bei Nieselregen ihr Biwak ab und begaben sich in ihre Ausgangsstellungen.
Diese waren wie folgt:
- Das II. bayerische Korps zog auf die Höhe von Schweigen und traf dort gegen 8 Uhr ein.
- Das V. Korps setzte sich Richtung Schweighofen in Bewegung und wartete auf den dortigen Anhöhen auf den Angriff auf Altenstadt.
- Das XI. Korps schritt durch den Bienwald, um die Befestigungen der Weißenburger Linien östlich von Altenstadt zu überrennen.
- Das VI. Korps machte sich auf breiten Straßen auf den Weg nach Lauterburg.
- Das I. bayerische Korps hielt sich als Reserve westlich von Langenkandel bereit.

Der Kronprinz traf gegen 8 Uhr unmittelbar nach dem II. bayerischen Korps in Schweigen ein. Von der Anhöhe bei Schweigen hatte er einen guten Überblick auf Weißenburg, Altenstadt und den südlich von Weißenburg liegenden Geisberg, auf dem General Douay sein Zeltlager aufgeschlagen hatte und nichtsahnend gerade seinen Morgenkaffee genoss.
Die Franzosen waren von der Ankunft der deutschen Truppen völlig überrascht. Erst nach dem Eintreffen der deutschen Truppen eilten ein Bataillon der 74. Infanterie und das 1. Regiment algerische Tirailleure, sogenannte Turcos, nach Weißenburg und Altenstadt, um ihre Stellungen einzunehmen. Der Hauptteil des Truppenkontingents blieb auf dem Geisberg und formierte sich beim dortigen Schloss und dem nahe gelegenen Gehöft Schafbusch.

### 8 Uhr – 12 Uhr

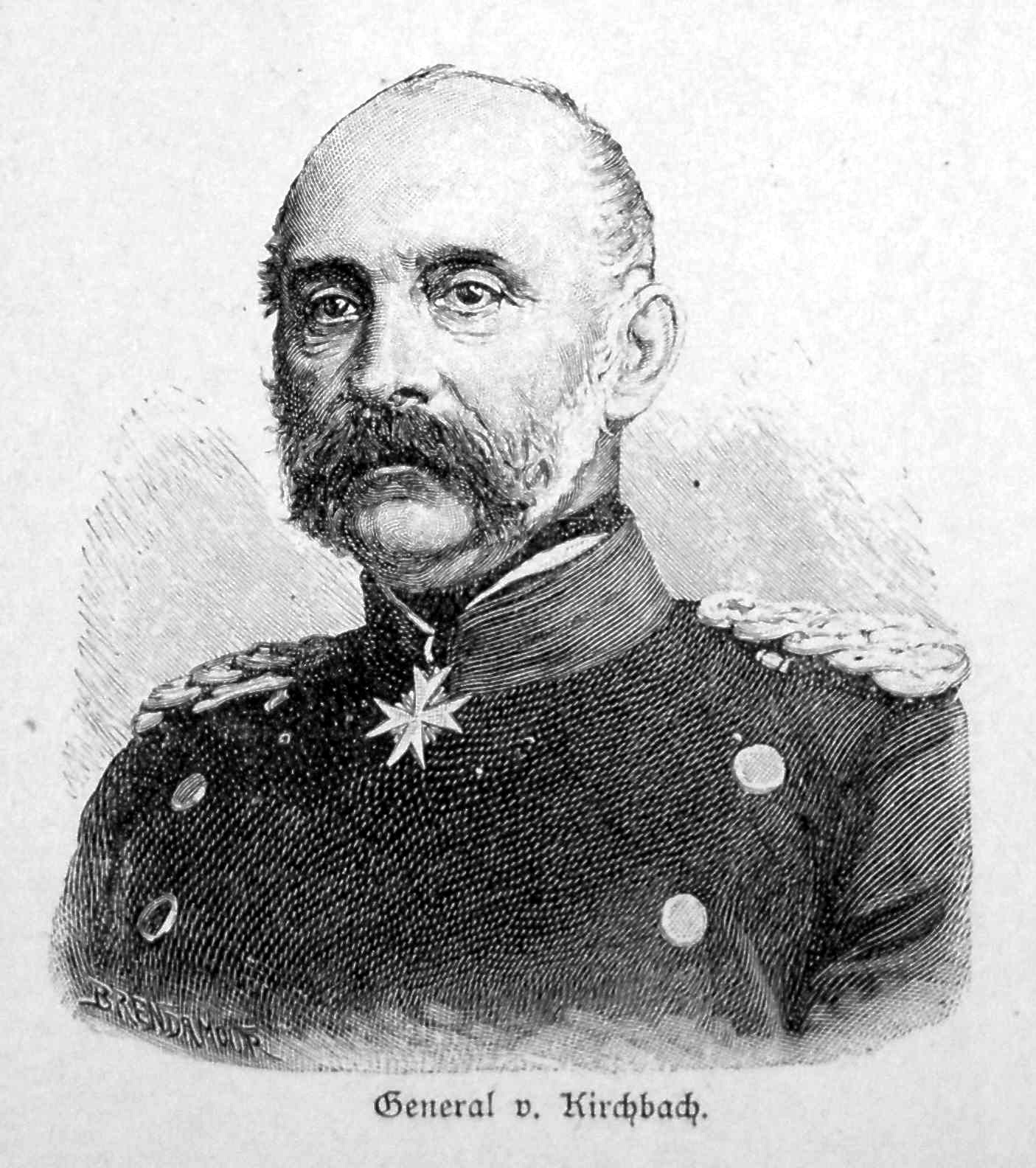
General Hugo von Kirchbach, Kommandierender General des V. Armee-Korps

Der Kampf in den Vormittagsstunden war geprägt vom Artilleriefeuer und Kämpfen zwischen deutschen und algerischen Truppenkontingenten. Nach dem Eintreffen des V. deutschen Korps in Schweighofen übernahm die 9. Division unter Generalmajor von Sandrart die Führung, um über Altenstadt nach Weißenburg zu gelangen.
Das 1. Schlesische Jäger-Bataillon Nr. 5 unter Major Georg Graf Waldersee nahm Altenstadt ohne großen Widerstand. Als es sich jedoch gegen Weißenburg wandte, wurde es am Ortsrand von Altenstadt mit einem Kugelhagel von den in den Vorgärten gut verschanzten Algeriern empfangen. Ebenso machte das Artilleriefeuer vom Geisberg ein Vorwärtskommen sehr schwer. Es gab große Verluste auf beiden Seiten; unter den Gefallenen war auch Major Graf Waldersee, der älteste Sohn von Franz von Waldersee. Das Jäger-Bataillon Nr. 5 bekam nun Unterstützung von zwei Bataillonen des 3. Posenschen Infanterie-Regiments Nr. 58. Erst vor dieser Übermacht der Deutschen zogen sich die Franzosen Richtung Weißenburg zurück.
Mit den Bataillonen des Infanterie-Regiments Nr. 58 in der Mitte, flankiert von dem Jäger-Bataillon Nr. 5, zogen die Deutschen nun weiter Richtung Weißenburg. Auf Höhe des Bahnhofs, der sich damals noch außerhalb der Stadt befand, kam eine Abteilung des französischen 74. Infanterie-Regiments den algerischen Tirailleuren zu Hilfe und griff die Deutschen an. Die Franzosen wurden jedoch von heftigem Gewehrfeuer empfangen und in die Stadt zurückgedrängt.
Als noch zwei Bataillone des 2. Niederschlesischen Infanterie-Regiments Nr. 47 den deutschen Angriff unterstützten, wurde der Bahnhof gegen 11 Uhr gestürmt. Die in den Vorstadthäusern verschanzten algerischen Truppen wurden überrannt und gefangen genommen. Kurz darauf drangen die Füsiliere des Infanterie-Regiments Nr. 58 durch das Hagenauer Tor in die Stadt Weißenburg ein.
Zur selben Zeit, als die 9. Division gegen Altenstadt vorging, wandte sich die Division „Bothmer“ vom II. bayerischen Korps von Schweigen aus gegen Weißenburg. Das 10. kgl. bayr. Jäger-Bataillon, unterstützt vom III. Bataillon des 5. Infanterie-Regiments, schob sich von Norden Richtung Weißenburg vor. Der Vorstoß traf auch hier auf heftigen Widerstand der hier in Hecken und Gräben gut verschanzten algerischen Tirailleure.
So verzögerte sich der Vorstoß und es wurde auf Verstärkung gewartet. Die III. Bataillone des 11. und 14. Infanterie-Regiments sowie die 7. Brigade unter Generalmajor von Thiereck gingen links des 10. Jäger-Bataillons in Stellung und schlossen so die Lücke zum V. Korps. Als nun Altenstadt eingenommen war und das V. Korps auf den Bahnhof zustürmte, griffen das 10. Jäger-Bataillon sowie die III. Bataillone des 5., 11. und 14. Infanterie-Regiments von Norden und Nordosten die Stadt Weißenburg an.
Der Widerstand gegen die Bayern war inzwischen erheblich schwächer geworden, da die Franzosen sich mit den meisten Kräften auf das Hagenauer Tor und den Bahnhof konzentriert hatten. Gegen 12 Uhr nahmen die Bayern das Landauer Tor und das 10. Jäger-Bataillon zog geschlossen und unter Hörnerklang in die Stadt ein. Ein Teil der Franzosen versuchte noch durch das Bitscher Tor zu entkommen, wurde aber von einer Kompanie des 10. Jäger-Bataillons aufgehalten, welche ihnen den Rückzugsweg abschnitt.

### 12 Uhr – 16 Uhr

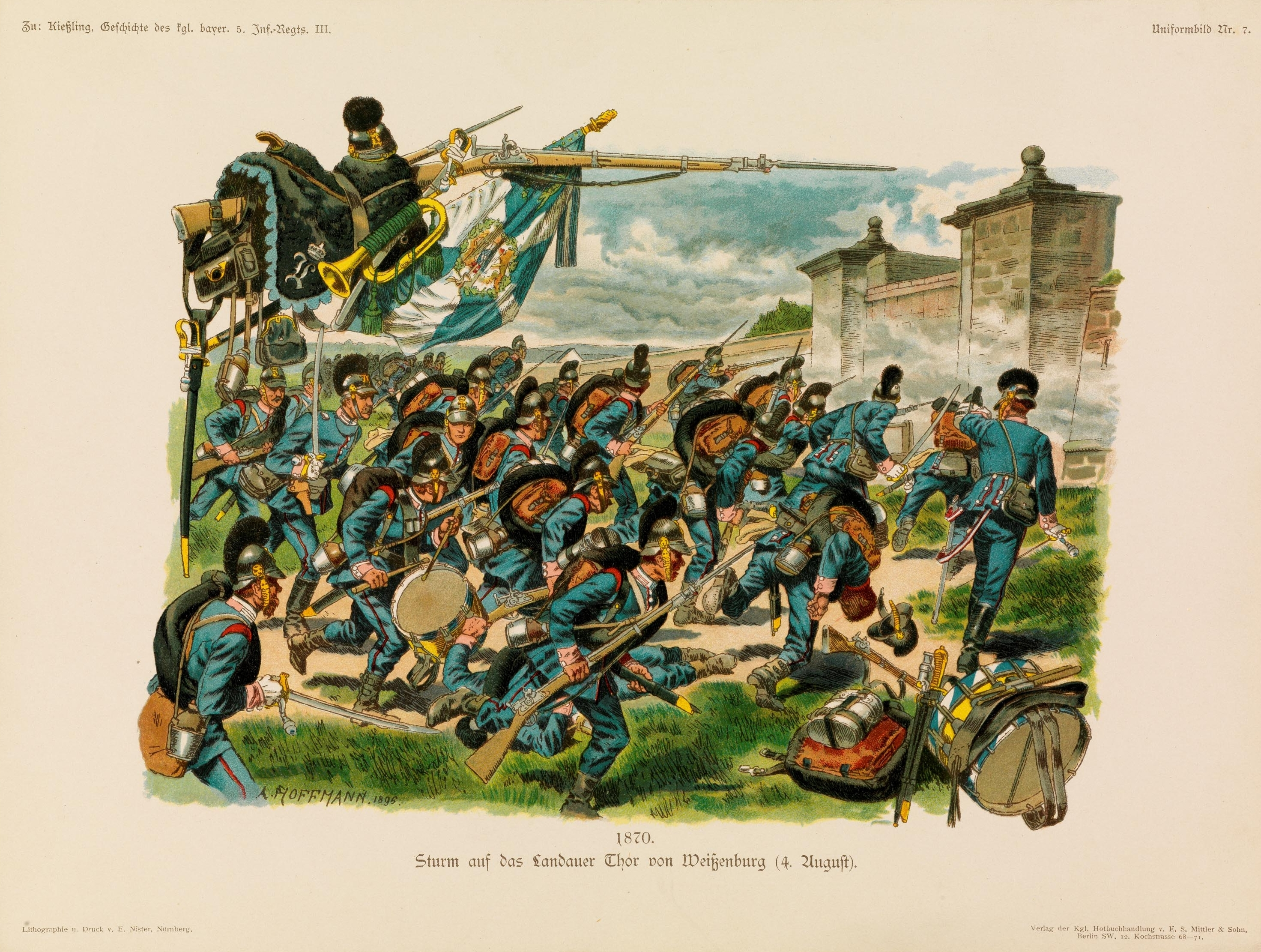
Das 5. Königlich Bayerische Regiment in der Schlacht von Weißenburg, 1870

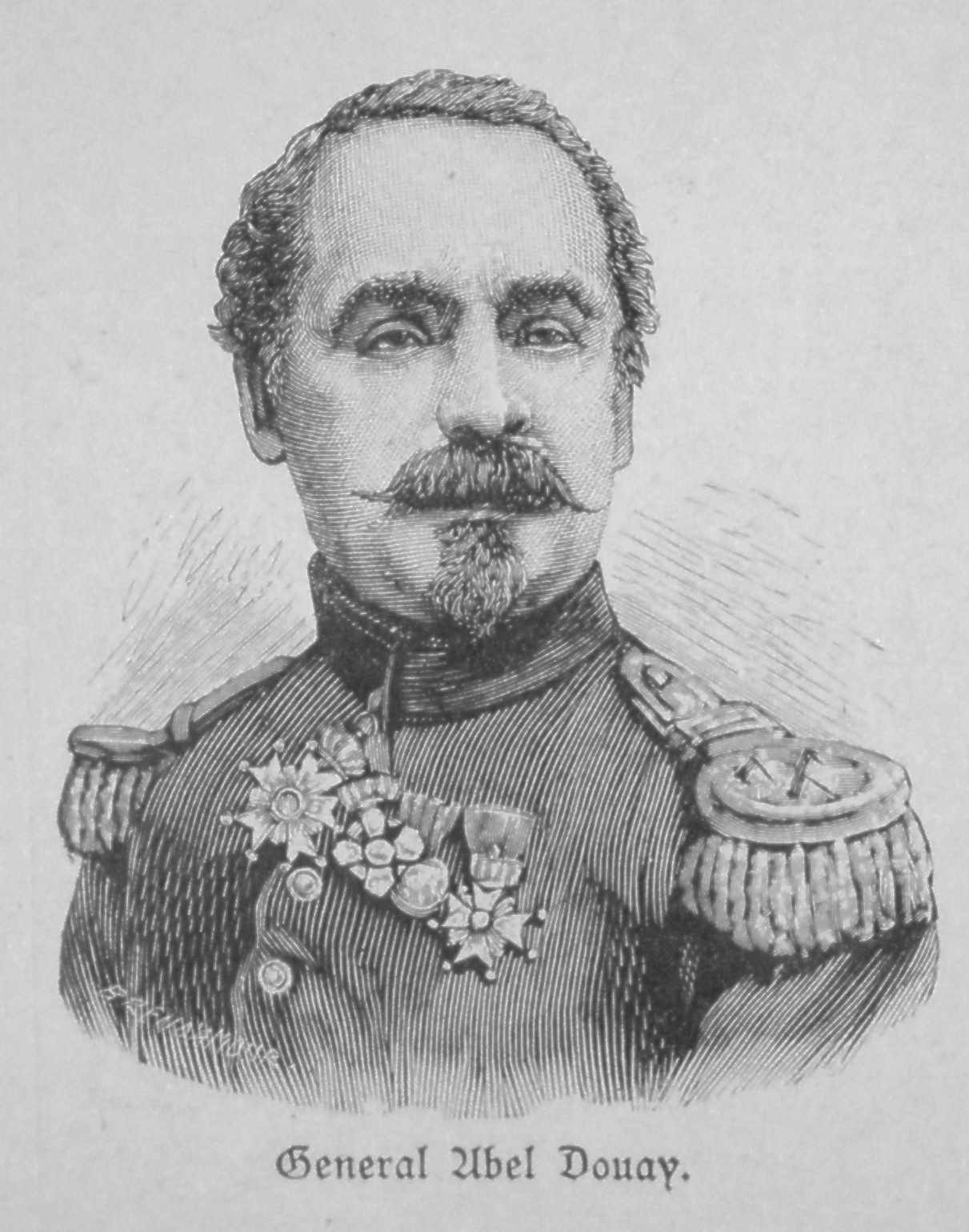
General Abel Douay

Nach der Einnahme Weißenburgs wandten sich die Deutschen den französischen Stellungen auf dem Geisberg zu. Dort befanden sich zwei Gebäude: Auf halber Höhe das Schloss Geisberg, in welchem General Douay sein Hauptquartier eingerichtet hatte, sowie oben auf dem Berg, westlich des Schlosses, ein Gehöft mit dem Namen Schafbusch.
Die französischen Truppen, dies waren Teile des 74. Infanterie-Regiments, das 50. Infanterie-Regiment, das 16. Jäger-Bataillon der Brigade Pelletier de Montmarie, sowie das 78. Infanterie-Regiment der Brigade Pellé, dazu noch drei Batterien Artillerie und eine Batterie Mitrailleusen, waren zwischen den beiden Gebäuden verteilt. Der Großteil der deutschen Truppen wurde auf das Schloss Geisberg konzentriert, da der Geisberg nach Osten hin seine geringste Neigung hatte und am leichtesten erstürmt werden konnte. Im Laufe der Schlacht um den Geisberg bekam Douay noch Unterstützung aus Sulz unterm Wald durch das 3. Husaren- und das 11. Chasseurs-Regiment der Kavalleriebrigade Septeuil.
Vom Geisberg sahen die Franzosen, dass von Osten her, aus der Richtung des Bienwaldes, die 41. Brigade des XI. Corps (hessisches Füsilier-Regiment Nr. 80; nassauisches Infanterie-Regiment Nr. 87) im Anmarsch war. Gleichzeitig formierten sich im Tal das Königs-Grenadier-Regiment Nr. 7 in der Mitte, das freigewordene 5. Jäger-Bataillon rechts und die bisher noch nicht eingesetzten I. Bataillone des 47. und 58. Regiments links, für die Erstürmung des Geisberges. Während das 7. Regiment mit den drei Teilregimentern den Geisberg unter der Führung von Major von Kaisenberg hinaufstürmte, setzte sich die 41. Brigade nach Süden in Bewegung und versuchte, durch Umgehung des Geisberges von hinten den Schafbusch zu erreichen.
Die Franzosen waren im Schloss und in den Gebäuden allerdings gut verschanzt. Dadurch musste die Erstürmung des Geisbergs mit vielen Opfern bezahlt werden.
Jedes Bataillon der Deutschen, welches auf den Berg stürmte, zog zwei Kompanien in dichter Kette vor, zwei weitere Kompanien folgten als Halbbataillon. So, im Deutschen Krieg 1866 erprobt, versuchte Major von Kaisenberg sein Glück bei der Erstürmung des Schlosses. Als er auf halbem Wege zum Schlosse war, begann das 74. französische Infanterie-Regiment mit aufgepflanztem Bajonett einen Gegenstoß, der jedoch scheiterte. Das Füsilier-Bataillon setzte die Erstürmung bis zum Schlossgebäude fort. Dort wurden sie von gut positionierten Franzosen jäh gestoppt. Durch starkes Abwehrfeuer fanden viele Füsiliere den Tod. Major von Kaisenberg, der mit seinem Bataillon an der Spitze die Höhe stürmte, wurde schwer verwundet. Schnell war die halbe Anhöhe mit Toten und Verwundeten bedeckt. Die restlichen Soldaten der Bataillone des 7. Regiments mussten in Gräben nahe dem Schlossgebäude Deckung suchen und auf Verstärkung warten.
Diese Verstärkung ließ nicht lange auf sich warten. Rechts des Zentrums stürmte das 5. Jäger-Bataillon, links davon die Bataillone der Regimenter 47 und 58 die Höhe, und es kam zu heftigen Gefechten mit den Franzosen. Die 41. Brigade, welche den Geisberg nach Süden umgangen hatte und von Südosten auf den Berg stürmte, nahm nach kurzem Kampf den Schafbusch ein und griff anschließend die Stellungen der Franzosen am Schloss Geisberg in deren Rücken an.
Nun erst war der Kampfgeist der Franzosen gebrochen und sie gaben den Geisberg preis. Um ihren Rückzug in südlicher Richtung über die Straße nach Sulz zu decken, versuchten die Franzosen noch einen kurzen Gegenangriff, der sich allerdings als Scheinangriff entpuppte. Gegen 14 Uhr übernahmen die zwei Kavallerieregimenter der 9. und 10. Preußischen Division die Verfolgung.

## Beteiligte und Verluste

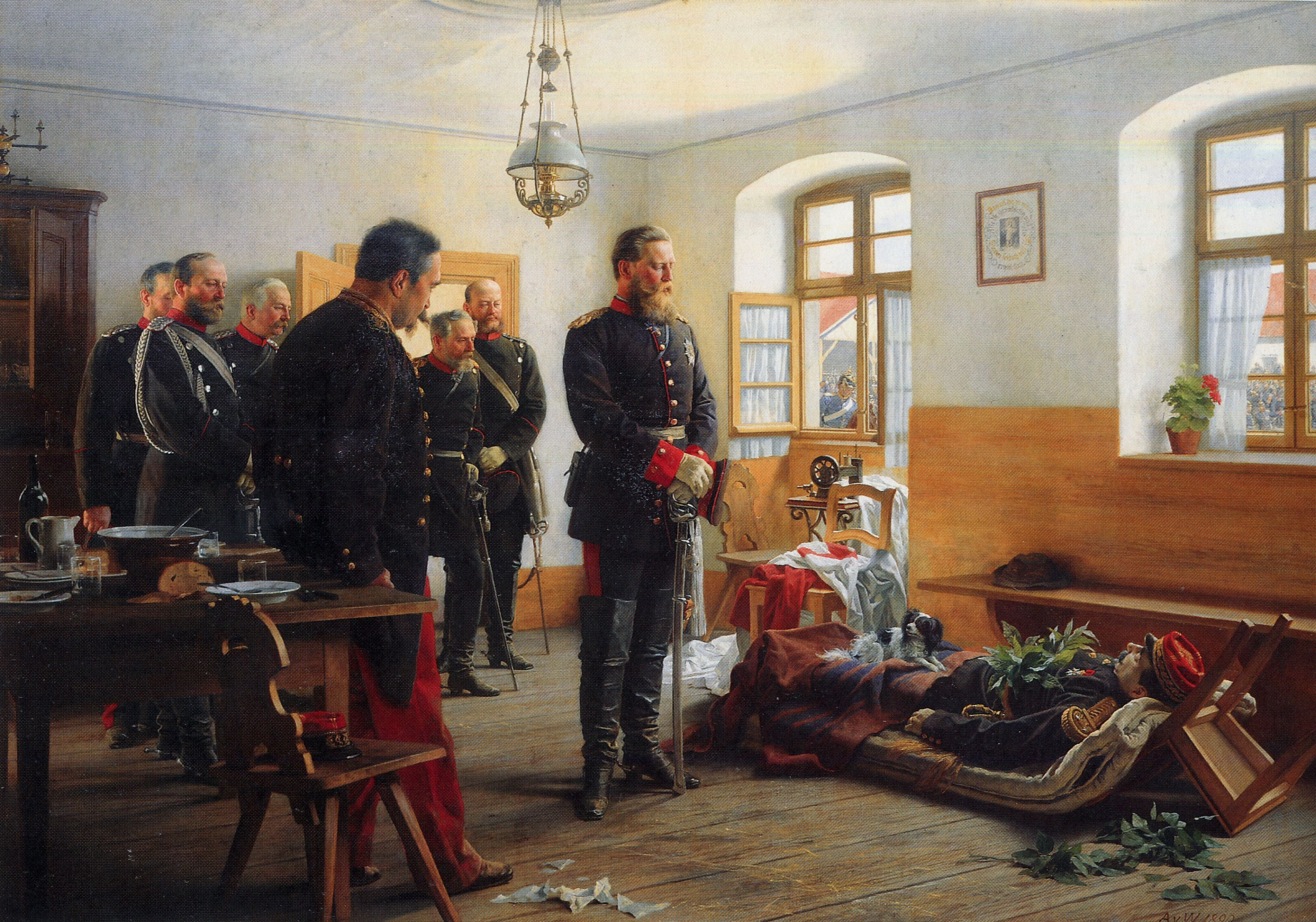
Anton von Werner: „Kronprinz Friedrich Wilhelm an der Leiche des Generals Abel Douay“, 1890

An der Schlacht von Weißenburg waren auf deutscher Seite 22 Bataillone, auf französischer Seite 11 Bataillone beteiligt. In der Schlacht kam den Deutschen neben ihrer zahlenmäßigen Überlegenheit insbesondere das Überraschungsmoment zugute. Beides war Folge einer leichtfertigen Unterschätzung der Lage durch die oberste französische Führung. General Douay war erst am Vortag und nur mit relativ schwachen Kräften nach Weißenburg beordert worden. Fontane unterstellte dem (ohne Feindeinwirkung aufgrund eines Unfalls) gefallenen General Douay, dass dieser sich erst am Vortag der Schlacht zum ersten Mal eine Karte des Gebietes angesehen habe, was ihm aufgrund der geschilderten Umstände jedoch kaum persönlich angelastet werden konnte. Die Verluste waren auf beiden Seiten erheblich. Auf deutscher Seite gab es 700 Tote, Verwundete und Gefangene, auf französischer Seite über tausend. Unter den Toten befanden sich u. a. Major Graf Waldersee, Major von Unruh und Major von Kaisenberg sowie General Abel Douay auf französischer Seite. Zu einer bewegenden Szene kam es nach der Schlacht, als Kronprinz Friedrich Wilhelm seinem aufgebahrten Gegner Douay im Wohngebäude des Schafbusch die letzte Ehre erwies. Der Hofmaler Anton von Werner hielt das Geschehen in einem seiner bekanntesten Gemälde fest.
Auf dem ehemaligen Schlachtfeld befinden sich neben Ruhestätten für zahlreiche Gefallene verschiedene Denkmäler beider Seiten, die an das damalige Geschehen erinnern.

## Zitate von Beteiligten
Rede des Kronprinzen Friedrich Wilhelm von Preußen am 30. Juli 1870, vor der Schlacht von Weißenburg:

„Soldaten der dritten Armee!
Von seiner Majestät dem König von Preußen zum Oberbefehlshaber der dritten Armee ernannt, entbiete ich den von heute ab unter meinem Befehl vereinigten königlich preußischen, königlich bayerischen, königlich württembergischen und großherzoglich badischen Truppen meinen Gruß.
Es erfüllt mich mit Stolz und Freude, an der Spitze der aus allen Gauen des deutschen Vaterlandes vereinigten Söhne für die gemeinsame nationale Sache, für deutsches Recht, für deutsche Ehre gegen den Feind zu ziehen.
Wir gehen einem großen und schweren Kampf entgegen, aber in dem Bewusstsein unseres guten Rechts und im Vertrauen auf Eure Tapferkeit, Ausdauer und Mannszucht ist uns der siegreiche Ausgang gewiss.
So wollen wir denn aushalten in treuer Waffenbrüderschaft, um mit Gottes Hilfe unsere Fahnen zu neuen Siegen zu entfalten für des geeinigten Deutschlands Ruhm und Frieden.“

Ein Offizier des hessischen Füsilierregiments Nr. 80 schrieb nach dem Gefecht:

„Am Gefechtstage bei Weißenburg hatten wir die kolossalste Anstrengung, die ich je erlebt. Um 2 Uhr nachts Alarm, um 4 Uhr in strömendem Regen ausmarschiert, in Eilmärschen über die Grenze, um 12 Uhr ins Gefecht, bis 4 Uhr im Feuer, dann Biwak, immer im stärksten Regen.“

## Erinnerungskultur
Zur Erinnerung an die Schlacht erhielten in München die Weißenburger Straße und der Weißenburger Platz seinen Namen, wie auch weitere Orte in Deutschland (z. B. Lünen) Straßen nach Weißenburg benannten. Die Kaiserliche Marine taufte 1891 ein Linienschiff auf den Namen Weißenburg.
Der Historienmaler Louis Braun schuf insgesamt fünf Schlachtenpanoramen zum Krieg von 1870/71, darunter ab 1882 ein Rundbild „Der Kampf um Weißenburg“ (15 × 116 Meter), das erstmals von Mai 1883 bis November 1884 im Panoramagebäude Theresienstraße 78 in München ausgestellt war. Nach Verkauf wurde es 1885 in Frankfurt gezeigt, bis es von 1896 bis 1898 erneut in München präsentiert wurde. Da bayerische Truppen einen wesentlichen Anteil zum Sieg bei Weißenburg beigetragen hatten, war diese Schlacht für ein Münchener Panorama gut geeignet. Das Panorama ist nach 1915 im Panoramagebäude Theresienhöhe 2a verbrannt.